# Бологовский, Василий Фёдорович
Василий Федорович Бологовский (1786, Торопецкий уезд Тверской губернии — 1846, Кронштадт) — русский контр-адмирал.
В 1800 году зачислен в Морской корпус.
12 января 1807 года окончил корпус с производством в чин мичмана и в том же году на транспорте «Фортуна» перешел из Кронштадта в Архангельск.
Во время русско-шведской войны командовал гребными судами.
В 1811 году произведен в чин лейтенанта.
В 1817 году на фрегате «Меркурий» участвовал в перевозке войск из Кале в Кронштадт.
В 1818 году на фрегате «Поспешный» перешел в Кадис, а после продажи фрегата вернулся в Кронштадт на испанском транспорте. В кампанию 1819 года на корабле «Орёл» крейсировал в Финском заливе. В 1821—1822 года на фрегате «Помощный» и корабле «Сысой Великий» дважды перешел из Архангельска в Кронштадт и обратно. 
В 1823 году произведен в чин капитан-лейтенанта и назначен командиром брига «Ида». В 1824 году командовал брандвахтенным фрегатом «Быстрый» на кронштадтском рейде. В кампанию 1826 года командовал фрегатом «Легкий» в Балтийском море. 
Во время русско-турецкой войны 1828—1829 годов, командуя фрегатом «Княгиня Лович», участвовал в блокаде Дарданелл, за что был награждён орденом Св. Владимира IV степени, а затем находился в распоряжении русского посла в Константинополе.
В 1831 году произведен в чин капитана II ранга, и в 1830—1833 годах, командуя тем же фрегатом, крейсировал в греческих водах в составе эскадры под командованием контр-адмирала П. И. Рикорда, а затем перешел в Севастополь, откуда сухим путём вернулся в Кронштадт.
Награждён орденами Св. Георгия IV степени и Св. Станислава III степени.
В апреле 1834 года произведен в чин капитана I ранга с назначением командиром 15-го флотского экипажа и 74-пушечного корабля «Кульм», а затем был переведен на корабль «Константин».
6 декабря 1842 года произведен в чин контр-адмирала с назначением командиром 1-й бригады 3-й флотской дивизии.

## Источник
- Русский биографический словарь: В 25 т. / под наблюдением А. А. Половцова. 1896—1918.
- Веселаго Ф. Ф. Общий морской список от основания флота до 1917 г.. — СПб.: Типография В. Демакова, 1892. — Т. VI / Царствование императора Павла I/Царствование императора Александра I. А — Г. — С. 430—432. — 642 с. — (Военно-историческая библиотека).